# Deutsche Fotothek

Логотип Deutsche Fotothek

Deutsche Fotothek — библиотека изображений в Дрездене, содержащая более двух миллионов единиц хранения, из которых более 850 тысяч оцифровано и доступно онлайн. Тематика изображений самая разнообразная — искусство, архитектура, география, история музыки и экономики. Фонд пополняется экземплярами от университетов, организаций и частных лиц.

## История
В 1924 году в Дрездене было образовано Саксонское земельное учреждение по изображениям (нем. Saechsische Landesbildstelle), при котором в 1925 году начал функционировать Земельный фотоархив (нем. Photographische Landesarchiv) — будущая Deutsche Fotothek. К 1944 году в фонде насчитывалось 47 тысяч негативов и 65 тысяч диапозитивов.
Невывезенные из Дрездена фонды фототеки были уничтожены при авианалёте в феврале 1945-го. Летом 1946-го архив был открыт вновь. С 1951 года он переехал в Дом сословий (нем. Sächsischen Ständehaus). В 1961 году архив стал частью государственной берлинской библиотеки, а с 1983 года и по сей день фототека является подразделением Саксонской земельной библиотеки – Дрезденской государственной и университетской библиотеки.

## Сотрудничество с фондом Викимедиа
Весной 2009 года Deutsche Fotothek передала под лицензией CC-BY-SA (версии 3.0) фонду Викимедиа примерно 250 тысяч изображений. Все они помещены на Викисклад и доступны для использования.